# بغداد یکم
بَگدادْ یا بَغْدادْ (انگلیسی: Bagadates I) از فرمانداران پارس در دورهٔ سلوکی بود. نام او که به شکل بــَی داد و بگدات هم آمده که به معنای «خداداد» است.
بگداد  از آذربانان زرتشتی بود که پس از تسخیر ایران به‌دست اسکندر مقدونی در شهر استخر پارس به عنوان یک موبد حاکم فرمانروایی می‌کرد. او نخستین (امروزه این نظر که بگداد نخستین فرترکه است به‌شدت دستخوش تلاطم گشته و از جهت سکه شناختی بنظر میرسد وی فرترکه چهارم است) حاکم محلی ایرانی بود که سلوکیان انتصاب او را به عنوان یک فرمانروای محلی تحت قلمرو خود پذیرفتند.
پس از آشوبی که با مرگ سلوکوس یکم پدید آمد، بگداد یکم در سال ۲۸۰ پیش از میلاد در پارس اعلام استقلال کرد.

## سکه
بغداد در پشت سکه‌های خود، در مقابل آتشکده زرتشتیان ایستاده و یا با یک شکوه و جلالی نشسته است و عصای اقتدار در یک دست و احتمالاً یک انار در دست چپ خود دارد.